# Islwyn Ffowc Elis
Islwyn Ffowc Elis, rodným jménem Islwyn Ffoulkes Ellis, (17. listopadu 1924 Wrexham – 22. ledna 2004) byl velšský spisovatel píšící ve velšském jazyce. Studoval na Bangorské a Aberystwythské univerzitě. Svůj první román nazvaný Cysgod y Cryman vydal roku 1953. Roku 1999 tuto knihu označila organizace Arts Council of Wales za nejlepší velšsky psanou knihu dvacátého století. Později vydal například knihy Ffenestri tua'r Gwyll (1955), Yn ôl i Leifior (1956) a Y Gromlech yn yr Haidd (1971). Rovněž napsal divadelní hru, stejně jako řadu článků a povídek.